# Neale Fenn
Neale Fenn (Londra, 18 gennaio 1977) è un allenatore di calcio ed ex calciatore irlandese, di ruolo attaccante.

## Carriera

### Club
Neale Fenn iniziò la sua carriera nel Tottenham Hotspur. Il suo debutto risale al 5 gennaio 1997 contro il Manchester United in FA Cup. L'esordio assoluto in FA Premier League risale invece al 9 aprile dello stesso anno contro lo Sheffield Wednesday. In seguito collezionerà altre 3 presenze in Premiership, precisamente contro Everton, Aston Villa e Coventry City. La stagione successiva riesce a segnare il primo (ed unico) gol con la maglia degli Spurs, il 17 settembre 1997 contro il Carlisle United in Coppa di Lega. Colleziona poi altre 3 presenze in Premiership (contro Aston Villa, Sheffield Wednesday e Southampton) prima di essere dirottato in prestito al Leyton Orient nel gennaio 1998. Dopo sole 3 presenze con la maglia del Leyton in quarta divisione, rientra al Tottenham dove colleziona un'altra presenza in Premiership, contro il Leeds United, datata 4 marzo. Questa sarà l'ultima presenza con la maglia del Tottenham; Fenn ha quindi totalizzato 10 presenze - di cui 8 in PremierLeague - ed una rete con gli Spurs. Nel marzo dello stesso anno viene ceduto in prestito al Norwich City con cui colleziona 7 presenze ed una rete in Championship, seconda serie inglese. Nel mese di novembre viene girato allo Swindon Town sempre con la formula del prestito e colleziona 4 presenze in Championship. Infine, nel gennaio 1999 viene prestato al Lincoln City con cui colleziona 4 presenze in League One, terza divisione inglese. Rimase nell'anonimato fino al maggio 2001 quando venne ingaggiato a parametro zero dal Peterborough United. In due stagioni con i Posh collezionò 50 presenze e 7 reti in League One, terza divisione inglese. In seguito è tornato a giocare in patria: nel 2003 con il Waterford United, dal 2004 al 2006 con il Cork City (con cui ha vinto un titolo nazionale), dal 2007 al 2009 con il Bohemians (con cui ha vinto due titoli nazionali). Nel gennaio 2010 si è trasferito al Dundalk, con contratto annuale, dopo che il suo contratto con i Bohs era scaduto al termine del campionato del 2009. Ha debuttato in maglia bianconera il 5 marzo contro il Bray Wanderers (vittoria 0-1) e segnato la prima rete il 14 marzo contro il Drogheda United (pareggio 2-2). Il 29 luglio 2010 ha annunciato il suo ritiro dal calcio per motivi personali ma quattro giorni dopo, il 3 agosto, si è legato agli Shamrock Rovers fino al termine della stagione.

### Nazionale
Ha rappresentato l'Irlanda dall'Under-16 all'Under-21. Nel 1997 ha partecipato al Campionato mondiale di calcio Under-20, vincendo il bronzo. In questa competizione ha collezionato 6 presenze ed una rete, segnata contro il Marocco.

## Palmarès

### Giocatore

#### Competizioni nazionali
- Campionato irlandese: 4

Cork City: 2005
Bohemians: 2008, 2009
Shamrock Rovers: 2010
- Coppa d'Irlanda: 1

Bohemians: 2008
- Coppa di Lega irlandese: 1

Bohemians: 2009